# Núcleo de Pesquisas em Limnologia, Ictiologia e Aquicultura
O Núcleo de Pesquisas em Limnologia, Ictiologia e Aquicultura (Nupélia) da Universidade Estadual de Maringá (UEM) foi criado em 1983 com o objetivo de melhorar a coordenação e apoio aos estudos de ecologia de águas interiores no âmbito da Universidade.

## Estrutura
O núcleo possui diversos laboratórios instalados no campus sede da Universidade Estadual de Maringá e também conta com uma base avançada de pesquisas localizada na cidade de Porto Rico, às margens do Rio Paraná, a 170km do campus sede, que possibilita estudos na região da planície de inundação do Alto Rio Paraná, o único trecho livre de barramentos do alto rio Paraná.

## Pesquisa
Desde sua criação, pesquisadores do Nupélia desenvolveram estudos ictiológicos no reservatório da Usina Hidrelétrica de Itaipu, e desde 1995 realiza o monitoramento das macrófitas aquáticas no reservatório.
A partir do ano de 1999, o núcleo faz parte do Programa de Pesquisas Ecológicas de Longa Duração (PELD), realizando pesquisas e criando um banco de dados com uma série temporal de mais de duas décadas, possibilitando estudos deste ecossistema ao longo do tempo.
O Nupélia também realiza pesquisas no Parque do Ingá, um parque urbano da cidade de Maringá, tendo auxiliado na elaboração do Plano de Manejo do parque nos anos de 2009[carece de fontes?] e 2019.

## Ensino
O Programa de Pós-Graduação em Ecologia de Ambientes Aquáticos Continentais (PEA-UEM) foi criado em parceria com o Nupélia com o objetivo de formar recursos humanos de alto nível na área da ecologia para fornecer subsídios para criar medidas de manejo de ambientes alagados por barramentos e visando a melhoria da qualidade de vida das populações que ocupam essas áreas.
O programa de mestrado teve início em 1991 e o doutorado em 1992. Atualmente, o Programa de Pós-Graduação possui nota 7 na Avaliação Quadrienal 2020 da CAPES.

## Extensão
Atividades educacionais são desenvolvidas nas instalações da base com alunos da UEM e professores das escolas municipal e estadual de Porto Rico e municípios vizinhos. O Programa de Pós-Graduação possui projetos de extensão com o objetivo de levar conhecimento científico à população de cidades localizadas na Planície de Inundação do Alto rio Paraná.